# Киргиз-Міяки
Кирги́з-Міяки́ (рос. Киргиз-Мияки, башк. Ҡыргыҙ-Миәкә) — село, центр Міякинського району Башкортостану, Росія. Адміністративний центр Міякинської сільської ради.
Населення — 7473 особи (2010; 7658 в 2002).
Національний склад:
- татари — 63%
- башкири — 27%